# Afrikanischer Einstreifensalmler
Der Afrikanische Einstreifensalmler (Nannaethiops unitaeniatus) ist ein kleiner, nur 6 bis 7 Zentimeter großer Süßwasserfisch aus der Ordnung der Salmlerartigen. Er kommt in Westafrika vom Niger und Cross River in Nigeria über Kamerun, Gabun (Niederguinea) bis zum unteren Kongobecken vor, eventuell auch in Ghana und im Tschadbecken. 
Der Gattungsname Nannaethiops des erstmals 1871 von dem Zoologen Albert Günther beschriebenen Salmers nimmt Bezug auf die Herkunft und die geringe Körpergröße und bedeutet etwa „kleiner Äthiopier“, das Art-Epitheton unitaeniatus (Lat.: „mit einer Binde“) bezieht sich auf die Längsbinde auf den Körperseiten.

## Merkmale
Der Afrikanische Einstreifensalmler besitzt einen gestreckten, seitlich nur wenig abgeflachten Körper und hat eine bräunliche Grundfarbe. Ein dunkles Längsband erstreckt sich vom Auge über den Kiemendeckelrand bis zur Mitte der Schwanzflosse, darüber zeigt sich ein kupferfarbenes bis goldenes Band. Die Basis von Rücken- und Schwanzflosse sind meist rötlich. Der Rücken ist grauoliv, bei den Männchen stimmungsabhängig auch rötlich bis karminrot. Die Bauchseite ist gelblich weiß, die Spitze der Rückenflosse dunkel. Der Schwanzflossenstiel ist 1 bis 1,5 mal länger als hoch. Der Körper ist von relativ großen Rundschuppen bedeckt. Das Maul reicht bis unterhalb des Augenvorderrands. Die Kiefer sind mit zwei Reihen zweispitziger Zähne besetzt. Elf bis zwölf Zähne sitzen auf der Außenreihe der Prämaxillare, zwei bis drei auf der Maxillare, elf bis zwölf in der Außenreihe des Unterkiefers. Maxillare und Prämaxillare sind gegeneinander beweglich, der Oberkiefer insgesamt nur wenig in Bezug auf das Cranium. 
Die Schwanzflosse ist gegabelt mit abgerundeten Loben. Eine Fettflosse ist vorhanden. Von Neolebias kann er vor allem anhand seiner vollständigen Seitenlinie unterschieden werden. Männchen werden sechs, Weibchen maximal sieben Zentimeter lang.
- Flossenformel: Rückenflosse 11–16; Afterflosse 10, Brustflosse 8–9.
- Schuppenformel: 4–5/32–36/4.

Die jeweils ersten Flossenstrahlen von Rücken- und Afterflosse sind relativ kurz, die körpernahen Flossenstrahlen der Brustflosse unverzweigt.

## Lebensweise
Der Afrikanische Einstreifensalmler lebt nahe am Gewässergrund und ernährt sich von Würmern, kleinen Krebstieren und Insekten. Er laicht in Pflanzenbeständen und betreibt keine Brutpflege. Bei einer Wassertemperatur von 25 °C schlüpfen die Fischlarven nach etwa 25 Stunden und schwimmen nach fünf Tagen frei.